# 니시카지마역
니시카지마역(일본어: 西鹿島駅)은 일본 시즈오카현 하마마쓰시 덴류구에 있는 엔슈 철도 및 덴류하마나코 철도의 철도역이다. 엔슈 평야의 최북단에 위치하여 호쿠엔(北遠) 지역의 공공교통의 결절점이다.

## 타는 곳
| 1 · 2 | ■ 엔슈 철도 철도선 | 신하마마쓰 · 하마키타 방면 |
| 3     | ■ 덴류하마나코 선  | 가케가와 · 신조하라 방면   |

## 역세권 정보
주택이나 상점이 많고 택시 타는 곳이 있다. 덴류구의 현관이라는 위치에 있으나 역 주변은 하마나구가 둘러싸도록 있기 때문에 하마나구 주민의 이용도 많다.
- 시즈오카 현 호쿠엔 종합 청사
- 하마마쓰시 가지마 시민 서비스 센터
- 농림수산성 덴류 삼림 관리서
- 덴류 니시카지마 우체국
- 덴류 경찰서 니시카지마 경찰관 주재소
- 하마마쓰시 덴류 아동관
- 하마마쓰시립 세이류 중학교
- 교린도 니시카지마역전 점
- 마쓰비시 마트 니시카지마 점(슈퍼)
- 덴류 오쿠라 볼 (볼링 장)
- 야자키 계기 덴류 공장
- 현영 하마키타 단지
- 국도 제152호선
- 국도 제362호선
- 시즈오카 현도 제45호 덴류 하마마쓰선
- 가지마바시(교량)

## 역사
- 1909년 12월 6일 - 다이닛폰 궤도 하마마쓰 지사 가지마선 가지마 역으로 개업. 관할은 엔슈 궤도, 엔슈 전기 철도를 거쳐 1943년 전시 통합으로 엔슈 철도가 됨.
- 1923년 4월 1일 - 엔슈 후타마타 역으로 개칭.
- 1938년 3월 1일 - 국철 후타마타 선 건설에 따라 약 400m 남쪽으로 이전, 니시카지마 역으로 개칭.
- 1940년 6월 1일 - 국철 후타마타 선 개통으로 접속역이 됨.
- 1958년 11월 1일 - 엔슈 철도의 동차가 국철 후타마타 선 도토미후타마타 역까지 직통 운행 개시.
- 1966년 10월 1일 - 엔슈 철도의 동차의 국철 후타마타 선 직통 운행 폐지.
- 1970년 6월 1일 - 국철 역의 화물 취급 폐지.
- 1971년 4월 1일 - 국철 역 부분의 부지와 역사가 엔슈 철도에 양도됨.
- 1977년 12월 1일 - 역전 버스 터미널 완성.
- 1977년 12월 23일 - 엔슈 철도의 차량공장, 차고가 엔슈 니시가사키역에서 이전.
- 1979년 4월 13일경 - 역사 개축, 자동 열차 발차시각 표시기 설치.
- 1987년 3월 15일 - 국철 후타마타 선이 제3섹터 철도인 덴류 하마나코 철도로 전환.
- 2000년 - 츄부의 역 백선에 성정됨.

## 인접역
| 엔슈 철도 ■철도선                   | 엔슈 철도 ■철도선 | 엔슈 철도 ■철도선      |
| ----------------------------------- | ----------------- | ---------------------- |
| 엔슈간스이지 신하마마쓰 방면        | 보통              | 시·종착역              |
| 덴류하마나코 철도 ■ 덴류하마나코 선 |                   |                        |
| 후타마타혼마치 가케가와 방면        | 보통              | 간수이지 신조하라 방면 |